# 絕對SuperStar
《絕對》是新傳媒私人有限公司製作的新加坡電視歌唱選秀節目，從2005年6月開始播出。每一屆（季）各與不同的唱片公司合作，每屆比賽的時間長度約四個月。每屆冠軍可以得到一張唱片合約。
第一屆在2005年9月1日結束，第二屆在2007年2月4日結束。
評審方式，以專業評審作號召。主持人為權怡鳳、王建，另設有五席評審，擔任常任評審的有葉佩芬、黎沸揮、許環良、方鐘樺、李偉菘等知名音樂人与唱片製作人。
除了大決賽，其餘集數都是預錄。週三晚上播男子組比賽，週四晚上播女子組比賽。

## 絕對SuperStar 歷屆賽事排名
| 屆數   | 播出日期                    | 集數 | 總冠軍 | 男冠軍 | 女冠軍 | 男亞軍 | 女亞軍 | 男季軍 | 女季軍 | 合作單位                         |
| ------ | --------------------------- | ---- | ------ | ------ | ------ | ------ | ------ | ------ | ------ | -------------------------------- |
| 第一屆 | 2005年6月8日－2005年9月1日  | 26   | 陳偉聯 | 陳偉聯 | 潘嘉麗 | 洪俊揚 | 石欣卉 | 何維健 | 洪子惠 | Play Music (華納音樂) / 環球音樂 |
| 第二屆 | 2006年11月8日－2007年2月4日 | 27   | 陳世維 | 陳世維 | 陳迪雅 | 陳鏗百 | 楊佳盈 | 孫文海 | 陳詩韻 | 華納唱片                         |

### 第一屆
2005年6月8日開始的《絕對Superstar》第一屆賽事，總冠軍陳偉聯加盟「Play Music」 （華納唱片），推出首张專輯《我只是想要……》。
女冠軍潘嘉麗加盟「環球音樂」，推出首张專輯《Love Me Kelly》。
男亞軍洪俊揚加盟「環球音樂」；石欣卉與何維健則加盟「Play Music」 （華納唱片）。
在24強淘汰賽中出局的陳家欣，同年回到香港參加了《2005年度英皇新秀歌唱大賽》並奪得亞軍及最佳型格奬，繼而晉身樂壇，加盟英皇娛樂集團有限公司 Music Plus，取了藝名「泳兒」 。泳兒出道約三年多時己被眾人譽為新一代「樂壇小天后」，並被視為其同門師姐容祖兒的接班人，可説是《絕對SuperStar》參賽者當中，成績最亮眼的。

### 第二屆
2006年11月8日開始的《絕對SuperStar》第二屆賽事，總冠軍陳世維加盟「華納唱片」，推出首张專輯首张唱片《不需理由》)

## 同一系列節目
- 校園SuperStar
- 非常SuperBand
- 超級主持人SuperHost

## 相關節目
馬來西亞的8TV購買了《絕對SuperStar》節目形式版權，並于2005年12月展開第一屆賽事。迄今已經舉辦了三季。
越南的胡志明市电视台購買了《絕對SuperStar》節目形式版權，並于2006年9月15日展開第一屆賽事。迄今已經舉辦了三季。

## 外部連結
官方網站
- . （原始内容存档于2008-04-11）.
- . （原始内容存档于2006-12-31）.